# Un film parlé
Pour plus de détails, voir Fiche technique et Distribution.
Un film parlé (Um Filme Falado) est un film portugais réalisé par Manoel de Oliveira, sorti en 2003 et présenté lors du Festival du film de Venise.

## Synopsis
Rosa Maria est une enseignante d'histoire à l'Université de Lisbonne. Avec sa fille Maria Joana, elle part de Lisbonne pour un voyage en Méditerranée et doit ensuite retrouver son mari à Bombay. Le bateau fait escale dans différentes villes — Marseille, Naples et Pompéi, Athènes, Istanbul, Le Caire, Aden —, autant de lieux que Rosa Maria ne connaît qu'à travers les livres et qui sont pour elle l'occasion de les découvrir réellement. Au cours de cette croisière, la jeune femme va faire la connaissance de plusieurs personnages, trois femmes et un homme, le capitaine du navire, tous de nationalités différentes. Pendant les repas pris ensemble, chacun parle sa langue maternelle et parvient à se faire comprendre des autres, cette micro-société recréant en quelque sorte une tour de Babel.

## Fiche technique
- Titre : Un film parlé
- Titre original : Um filme falado
- Réalisation : Manoel de Oliveira assisté de José Maria Vaz Da Silva
- Scénario : Manoel de Oliveira
- Directeur de la photographie : Emmanuel Machuel
- Montage : Valérie Loiseleux
- Son : Philippe Morel et Jean-François Auger
- Costumes : Isabel Branco
- Décors : Zé Branco
- Producteur : Paulo Branco
- Sociétés de production : Gémini Films, Madragoa Filmes, Mikado Film, Rádio e Televisão Portuguesa, France 2 Cinéma
- Pays : Portugal, France et Italie
- Format : couleur - Dolby - 35 mm
- Genre : comédie dramatique, historique et guerre
- Durée : 95 minutes
- Dates de sorties :
  - Italie : 31 août 2003 (Festival du film de Venise)
  - Canada : 8 septembre 2003 (Festival international du film de Toronto)
  - États-Unis : octobre 2003 (Festival international du film de Chicago)
  - France et Portugal : 15 octobre 2003
  - Italie : 26 mars 2004

## Distribution
- Leonor Silveira : Rosa Maria
- Filipa de Almeida : Maria Joana
- John Malkovich : commandant John Walesa
- Catherine Deneuve : Delfina
- Stefania Sandrelli : Francesca
- Irène Papas : Helena
- Luís Miguel Cintra : acteur portugais
- Michel Lubrano di Sbaraglione : pêcheur
- François Da Silva : client du pêcheur
- Nikos Hatzopoulos : prêtre orthodoxe
- Antonio Ferraiolo : Cicerone Pompeia
- Alparslan Salt : Cicerone Museu de Santa Sophia
- Ricardo Trêpa : officiel
- David Cardoso : officiel
- Júlia Buisel : Amie de Delfina